# Municipio de Fancy Creek (Illinois)
El municipio de Fancy Creek (en inglés: Fancy Creek Township) es un municipio ubicado en el condado de Sangamon en el estado estadounidense de Illinois. En el año 2010 tenía una población de 5410 habitantes y una densidad poblacional de 44,38 personas por km².

## Geografía
El municipio de Fancy Creek se encuentra ubicado en las coordenadas 39°55′10″N 89°39′32″O / 39.91944, -89.65889. Según la Oficina del Censo de los Estados Unidos, el municipio tiene una superficie total de 121.91 km², de la cual 121,66 km² corresponden a tierra firme y (0,21 %) 0,25 km² es agua.

## Demografía
Según el censo de 2010, había 5410 personas residiendo en el municipio de Fancy Creek. La densidad de población era de 44,38 hab./km². De los 5410 habitantes, el municipio de Fancy Creek estaba compuesto por el 97,17 % blancos, el 0,43 % eran afroamericanos, el 0,09 % eran amerindios, el 0,92 % eran asiáticos, el 0,09 % eran de otras razas y el 1,29 % eran de una mezcla de razas. Del total de la población el 1,13 % eran hispanos o latinos de cualquier raza.